# Handa (Écosse)
 (novembre 2023).
Si vous disposez d'ouvrages ou d'articles de référence ou si vous connaissez des sites web de qualité traitant du thème abordé ici, merci de compléter l'article en donnant les références utiles à sa vérifiabilité et en les liant à la section « Notes et références ».
Pour les articles homonymes, voir Handa.
Handa est une île du Royaume-Uni située en Écosse, propriété privée mais gérée par le Scottish Wildlife Trust. Elle a une superficie de 3 km2 et culmine à 123 mètres d'altitude. Plus de 150 000 oiseaux de mer y nichent, attirant de nombreux visiteurs, admis de début avril à début septembre et y accédant via une navette partant du hameau de Tarbet. 

## Histoire
Aux temps anciens, Handa a été utilisée comme terre funéraire, ce qui est attesté par les ruines d'une chapelle située au sud-ouest au lieudit Tràigh an Teampaill (la baie du Temple). Au XIXe siècle, l'île était habitée par quelques familles vivant en quasi-autarcie, se nourrissant essentiellement de pommes de terre, d'orge, de poissons et d’oiseaux marins, et organisées en un parlement se réunissant chaque jour sous la présidence de la doyenne de l'île. La famine due aux très faibles récoltes de 1846 mit un terme à ce peuplement et, en 1847, les soixante habitants, qui composaient huit familles, émigrèrent en Nouvelle-Écosse. 

## Faune et flore
L'île comporte quatre biotopes :

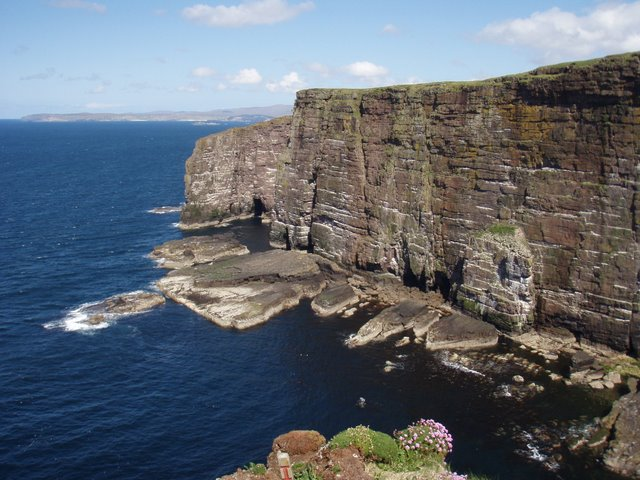
Falaise à oiseaux sur la côte occidentale de Handa Island

- Les plages, les dunes et les prairies sur sable, riches en espèces végétales de petite taille comme la pâquerette ou le géranium, abritent de nombreux lapins.
- Les landes acides de la zone centrale de l'île, couvertes de graminées, de bruyères et, plus localement, de fougères et de touffes de saule, sont colonisées par les labbes (labbe parasite et grand labbe).
- Les zones humides sont recouvertes de sphaignes, de carex et de joncs.
- Les falaises abritent une importante colonie d'oiseaux de mer, essentiellement constituée de guillemots de Troïl (la plus grande colonie de Grande-Bretagne), de petits pingouins, de macareux moines, de mouettes tridactyles, de pétrels fulmars et de goélands (goéland argenté et goéland brun). Les conditions difficiles (vents violents, embruns et déjections des oiseaux) limitent la flore, où l'on trouve notamment des ombellifères, des bruyères et la camarine noire.

Les replis de la côte et l'existence d'un piton isolé (The Great Stack) extrêmement proche de la côte contribuent à faire de l'île un lieu privilégié d'observation des oiseaux.